# Honigtopfameisen

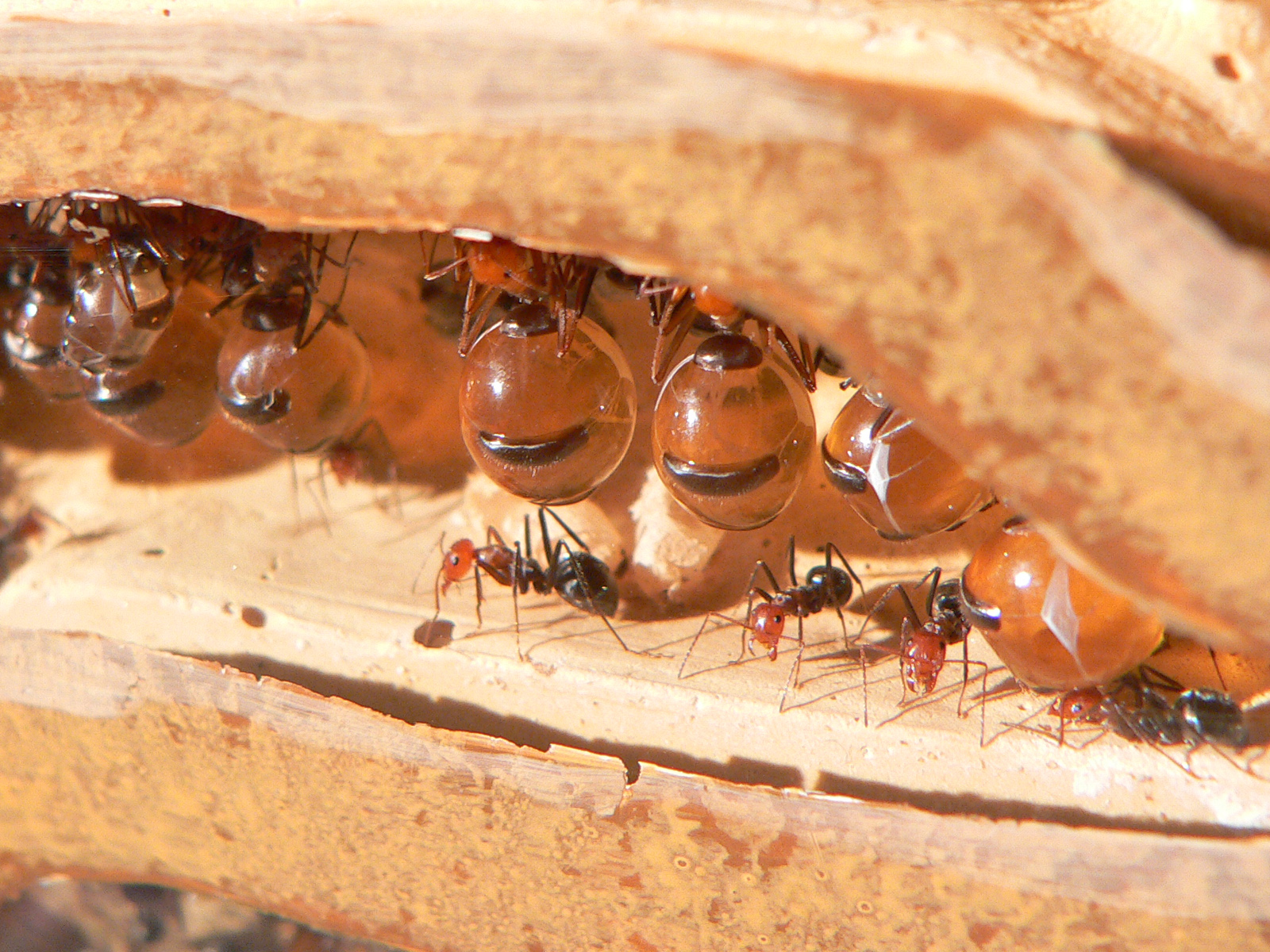
Honigtopfameisen der Gattung Myrmecocystus

Honigtopfameisen oder Honigameisen sind Ameisenarten, die Futter in ihrer Gaster speichern.

## Verhalten und Ernährung
Die meisten Arten leben in ariden Habitaten und ernähren sich von honigartigen Ausscheidungen von Galläpfeln der Zwergeiche oder Honigtau von Blattläusen.
Ist das Nahrungsangebot hoch, stellt der Ameisenstaat Arbeiterinnen ab, die so viel Futter aufnehmen, dass ihr Kropf anschwillt und den Hinterleib tonnenförmig aufbläht. Sie hängen dann bewegungslos an der Decke und sehen wie Honigtöpfe aus. In diesem Zustand sind sie unbeweglich und können sich auch nicht selbst versorgen. Dies übernehmen Arbeiterinnen, welche die als Vorratsspeicher dienenden Artgenossinnen putzen und verpflegen. Bei Futterknappheit können diese die gespeicherte Nahrung wieder abgeben. Dazu signalisiert eine normale Arbeiterin den Bedarf durch Reiben der Antenne einer Speicherameise. Diese würgt dann einen Nahrungstropfen aus, den die andere Ameise entnehmen kann.

## Systematik
Der Begriff „Honigtopfameisen“ bezieht sich nicht auf eine spezielle Ameisenart, sondern ist ein Sammelbegriff.
Beispiele:
- Myrmecocystus spec. in Nordamerika. In einem Nest von Myrmecocystus melliger wurden mehr als 1500 Honigtöpfe gezählt.
- Camponotus inflatus in Australien – siehe auch Hakala et al. (2021) über C. floridanus in Florida.[2]
- einige Arten der Gattung Leptomyrmex in Australien, Neukaledonien und Neuguinea
- Plagiolepis trimeni in KwaZulu-Natal
- Melophorus bagoti und M. cowlei in den australischen Wüsten.

Zwischenformen treten in den Gattungen Erebomyrma, Carebara (ehemals Pheidologeton), Prenolepis und Proformica auf.

## Nutzung durch den Menschen
Wenn von Honigtopfameisen die Rede ist, sind aber meist jene gemeint, die von den australischen Ureinwohnern, den Aborigines verzehrt werden. Besonders bevorzugt wird die Ameisenart Camponotus inflatus, weil diese den süßesten „Honig“ besitzt.